# 알로하 항공 243편 사고
알로하 항공 243편 사고(영어: Aloha Airlines Flight 243)는 1988년에 일어난 항공 사고이다.

## 개요

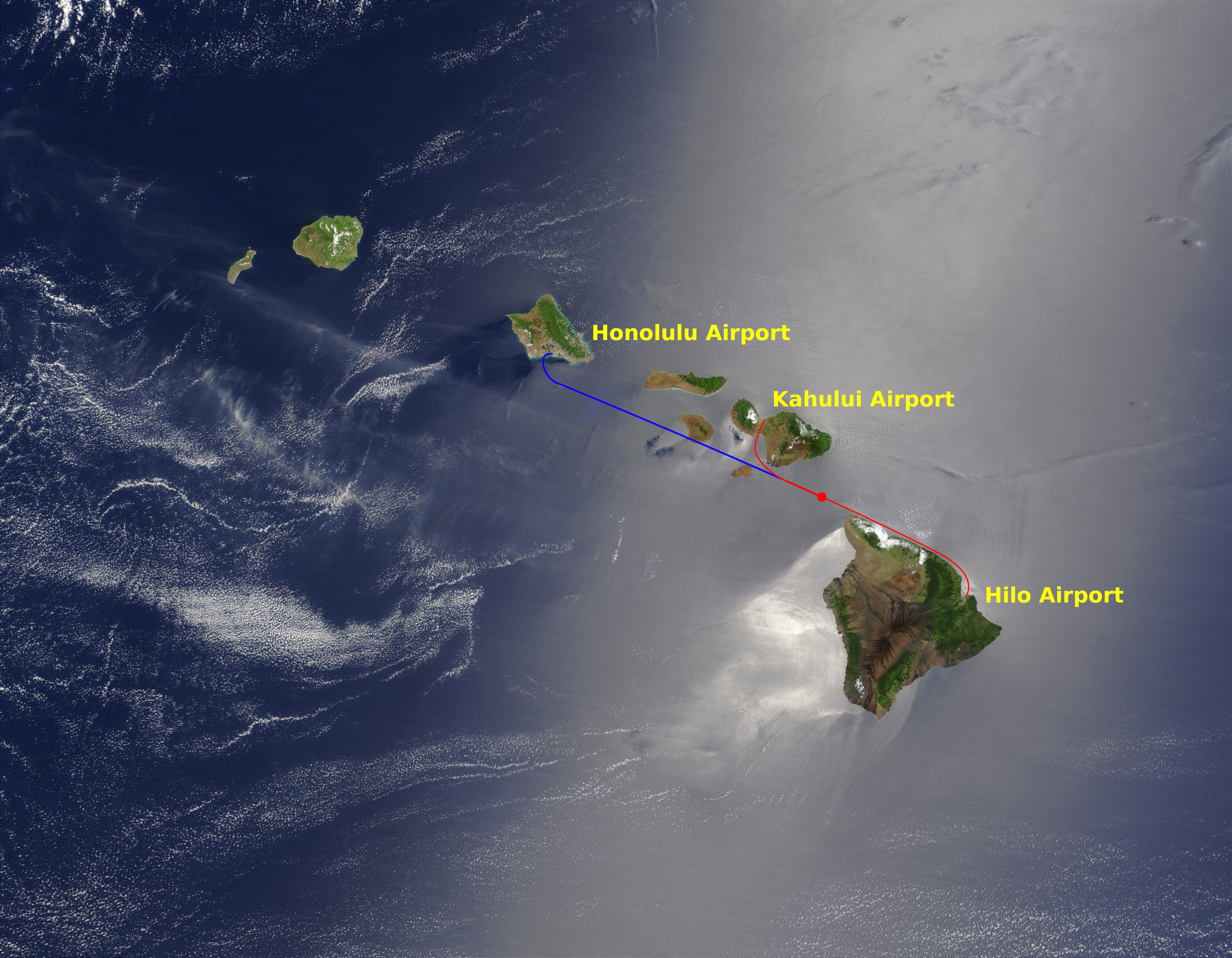
알로하 항공 243편의 운항 경로
파란색: 원래 노선
빨간색: 사고의 노선

알로하 항공 243편는 1988년 4월 28일 하와이섬 힐로공항을 떠나 오하우섬 대니얼 K. 이노우에 국제공항으로 향하던 중 기체의 노후화로 인해 금속피로도가 누적되어 균열이 발생/폭발성 감압(ED)으로 앞부분 천장이 날아갔다. 이때 1등석에 앉아 있었던 사무장 한명이 밖으로 튕겨나가 사라졌고 수색을 했지만 시신은 찾지 못했다. 총 95명의 탑승자 중에 승무원 한명이 사망했고 승객/승무원 합해서 경상자만 68명 나왔다. 기종은 보잉 737-297로 별명은 릴리오우칼라니 여왕(queen liliuokalani)였고 기령은 사고당시 19년이었고 35,496시간을 비행했고 이착륙 횟수는 86,680번이었다. 따라서 주로 비행시간이 짧은 국내선 비행만 했다는 것을 알 수 있다. 현재 알로하 항공은 화물수송만 하며 사고기는 폐기됐다.

## 사고 원인
사고의 결정적 원인은 정비부족, 그리고 이착륙 횟수가 권고 한계치를 넘어서 금속피로 때문에 생긴 균열이었다. 이런 균열을 정비하면서 발견했어야 했지만, 발견하지 못한 채 기체는 비행을 계속하였다. 그래서 사고 당일 비행 도중 더 이상 버티지 못하여 감압이 되자 동체 일부가 그대로 뜯겨 나갔다는 사고 조사관들의 잠정적 결론이 나왔다. 그러나 근본적인 문제는 부족한 정비와 관리 프로그램이 이번 사건의 주요 원인이라는 결론이 나왔으며, 항공사도 이에 대한 내용을 대부분 인정하였다.

## 기타
- 이 항공사고로 동체의 내구력에 어느 정도 결함이 있음을 확인하여 후속 기체들의 설계에 수정점이 반영되었다.
- 이 항공사고는 NGC 항공사고수사대 시즌 3에 재연됐고 CBS에서는 TV 영화 기적의 활주로로 재연되었다.

## 같이 보기
- 유나이티드 항공 811편 해치 탈락 사고
- 중화항공 611편 추락 사고
- 일본항공 123편 추락 사고

## 참고 자료
- National Transportation Safety Board (NTSB) (1989년 6월 14일), 《Aircraft Accident Report––Aloha Airlines, Flight 243, Boeing 737-200, N73711, near Maui, Hawaii, April 28, 1988》 (PDF), NTSB/AAR-89/03
- “ASN Aircraft accident Boeing 737-297 N73711 Maui, HI”. Aviation Safety Network. 2020년 11월 21일에 확인함.